# Wayne Kirkpatrick
Ne doit pas être confondu avec Wayne Joseph Kirkpatrick.
Pour les articles homonymes, voir Kirkpatrick.
Wayne Kirkpatrick est un auteur-compositeur et musicien américain, né vers 1961 à Baton Rouge, en Louisiane.

## Biographie
Wayne Kirkpatrick est le frère du réalisateur Karey Kirkpatrick, avec qui il a collaboré pour la comédie musicale Something Rotten!, qui leur a valu une nomination aux Tony Awards.
Il est entre autres le coauteur de la chanson Change the World, connue surtout pour la version interprétée par Eric Clapton, qui a permis à Kirkpatrick de remporter le Grammy Award de la chanson de l'année. Il a écrit pour de nombreux artistes, parmi lesquels Joe Cocker et Wynonna Judd.